# Temporada 1992-93 de los San Antonio Spurs
La temporada 1992-93 fue la decimoséptima de los San Antonio Spurs en la NBA, tras la fusión de la liga con la ABA, donde había jugado nueve temporadas, seis en Dallas y tres en San Antonio. La temporada regular acabó con 49 victorias y 33 derrotas, ocupando el quinto puesto de la conferencia Oeste, clasificándose para los playoffs, en los que cayeron en semifinales de conferencia ante Phoenix Suns.

## Elecciones en elDraft
| Ronda | Puesto | Jugador        | Posición | Nacionalidad   | Universidad |
| ----- | ------ | -------------- | -------- | -------------- | ----------- |
| 1     | 18     | Tracy Murray   | Alero    | Estados Unidos | UCLA        |
| 2     | 44     | Henry Williams | Escolta  | Estados Unidos | Charlotte   |

## Temporada regular
| División Medio Oeste   | División Medio Oeste | División Medio Oeste | División Medio Oeste | División Medio Oeste | División Medio Oeste | División Medio Oeste | División Medio Oeste | División Medio Oeste |
| Equipo                 | G                    | P                    | %                    | PD                   | Casa                 | Fuera                | Div                  |                      |
| ---------------------- | -------------------- | -------------------- | -------------------- | -------------------- | -------------------- | -------------------- | -------------------- | -------------------- |
| y-Houston Rockets      | 55                   | 27                   | .671                 | —                    | 31–10                | 24–17                | 19–7                 |                      |
| x-San Antonio Spurs    | 49                   | 33                   | .598                 | 6                    | 31–10                | 18–23                | 17–9                 |                      |
| x-Utah Jazz            | 47                   | 35                   | .573                 | 8                    | 28–13                | 19–22                | 16–10                |                      |
| Denver Nuggets         | 36                   | 46                   | .439                 | 19                   | 28–13                | 8–33                 | 13–13                |                      |
| Minnesota Timberwolves | 19                   | 63                   | .232                 | 36                   | 11–30                | 8–33                 | 10–16                |                      |
| Dallas Mavericks       | 11                   | 71                   | .134                 | 44                   | 7–34                 | 4–37                 | 3–23                 |                      |

## Playoffs

### Primera ronda
Portland Trail Blazers vs. San Antonio Spurs 
| Fecha       | Partido                                           | Ciudad      |
| ----------- | ------------------------------------------------- | ----------- |
| 29 de abril | Portland Trail Blazers 86, San Antonio Spurs 87   | Portland    |
| 1 de mayo   | Portland Trail Blazers 105, San Antonio Spurs 96  | Portland    |
| 5 de mayo   | San Antonio Spurs 107, Portland Trail Blazers 101 | San Antonio |
| 7 de mayo   | San Antonio Spurs 100, Portland Trail Blazers 97  | San Antonio |
|             | San Antonio Spurs gana las series 3-1             |             |

### Semifinales de Conferencia
Phoenix Suns vs. San Antonio Spurs 
| Fecha      | Partido                                 | Ciudad      |
| ---------- | --------------------------------------- | ----------- |
| 11 de mayo | Phoenix Suns 98, San Antonio Spurs 89   | Phoenix     |
| 13 de mayo | Phoenix Suns 109, San Antonio Spurs 103 | Phoenix     |
| 15 de mayo | San Antonio Spurs 111, Phoenix Suns 96  | San Antonio |
| 16 de mayo | San Antonio Spurs 117, Phoenix Suns 103 | San Antonio |
| 18 de mayo | Phoenix Suns 109, San Antonio Spurs 97  | Phoenix     |
| 20 de mayo | San Antonio Spurs 100, Phoenix Suns 102 | San Antonio |
|            | Phoenix Suns gana las series 4-2        |             |

## Estadísticas

### Temporada regular
| Rk | Jugador         | Edad | P  | PT | MP   | TC  | TCI  | %TC  | T3  | T3I | %T3   | TL  | TLI | %TL  | RO  | RD  | RT   | AS  | RB  | TAP | BP  | FP  | PTS  |
| -- | --------------- | ---- | -- | -- | ---- | --- | ---- | ---- | --- | --- | ----- | --- | --- | ---- | --- | --- | ---- | --- | --- | --- | --- | --- | ---- |
| 1  | David Robinson  | 27   | 82 | 82 | 39.2 | 8.2 | 16.4 | .501 | 0.0 | 0.2 | .176  | 6.8 | 9.3 | .732 | 2.8 | 8.9 | 11.7 | 3.7 | 1.5 | 3.2 | 2.9 | 2.9 | 23.4 |
| 2  | Sean Elliott    | 24   | 70 | 70 | 37.2 | 6.4 | 13.1 | .491 | 0.5 | 1.5 | .356  | 3.8 | 4.8 | .795 | 1.2 | 3.4 | 4.6  | 3.8 | 1.0 | 0.4 | 2.2 | 1.9 | 17.2 |
| 3  | Dale Ellis      | 32   | 82 | 76 | 33.3 | 6.6 | 13.3 | .499 | 1.5 | 3.6 | .401  | 1.9 | 2.4 | .797 | 1.0 | 2.8 | 3.8  | 1.3 | 1.0 | 0.2 | 1.4 | 2.2 | 16.7 |
| 4  | Antoine Carr    | 31   | 71 | 46 | 27.4 | 5.3 | 9.9  | .538 | 0.0 | 0.1 | .000  | 2.5 | 3.2 | .777 | 1.5 | 4.0 | 5.5  | 1.4 | 0.5 | 1.2 | 1.4 | 3.7 | 13.1 |
| 5  | Avery Johnson   | 27   | 75 | 49 | 27.1 | 3.4 | 6.8  | .502 | 0.0 | 0.1 | .000  | 1.9 | 2.4 | .791 | 0.3 | 1.7 | 1.9  | 7.5 | 1.1 | 0.2 | 1.9 | 1.9 | 8.7  |
| 6  | J.R. Reid       | 24   | 66 | 24 | 24.1 | 3.7 | 7.5  | .485 | 0.0 | 0.1 | .000  | 2.6 | 3.4 | .770 | 1.5 | 4.3 | 5.8  | 0.8 | 0.5 | 0.4 | 1.5 | 3.3 | 9.9  |
| 7  | Vinny Del Negro | 26   | 73 | 31 | 20.9 | 3.0 | 5.9  | .507 | 0.1 | 0.3 | .250  | 1.4 | 1.6 | .863 | 0.3 | 2.0 | 2.2  | 4.0 | 0.6 | 0.0 | 1.3 | 2.0 | 7.4  |
| 8  | Lloyd Daniels   | 25   | 77 | 10 | 20.4 | 3.7 | 8.4  | .443 | 0.8 | 2.3 | .333  | 0.9 | 1.3 | .727 | 1.1 | 1.7 | 2.8  | 1.9 | 0.5 | 0.4 | 1.3 | 1.9 | 9.1  |
| 9  | Willie Anderson | 26   | 38 | 7  | 14.7 | 2.1 | 4.9  | .430 | 0.0 | 0.2 | .125  | 0.6 | 0.7 | .786 | 0.2 | 1.3 | 1.5  | 2.1 | 0.4 | 0.2 | 1.2 | 1.4 | 4.8  |
| 10 | Sidney Green    | 32   | 15 | 0  | 13.5 | 1.3 | 3.3  | .408 | 0.0 | 0.0 |       | 0.9 | 1.0 | .867 | 1.2 | 3.5 | 4.7  | 1.3 | 0.3 | 0.2 | 0.8 | 1.4 | 3.5  |
| 11 | Larry Smith     | 35   | 66 | 13 | 12.6 | 0.6 | 1.3  | .437 | 0.0 | 0.0 |       | 0.1 | 0.3 | .409 | 1.6 | 2.5 | 4.1  | 0.4 | 0.3 | 0.2 | 0.6 | 2.0 | 1.3  |
| 12 | Matt Othick     | 23   | 4  | 0  | 9.8  | 0.8 | 1.3  | .600 | 0.5 | 1.0 | .500  | 0.0 | 0.5 | .000 | 0.3 | 0.3 | 0.5  | 1.8 | 0.3 | 0.0 | 1.0 | 1.8 | 2.0  |
| 13 | Terry Cummings  | 31   | 8  | 0  | 9.5  | 1.4 | 3.6  | .379 | 0.0 | 0.0 |       | 0.6 | 1.3 | .500 | 0.8 | 1.6 | 2.4  | 0.5 | 0.1 | 0.1 | 0.3 | 2.1 | 3.4  |
| 14 | David Wood      | 28   | 64 | 2  | 9.3  | 0.8 | 1.8  | .444 | 0.1 | 0.3 | .238  | 0.7 | 0.9 | .836 | 0.6 | 0.9 | 1.5  | 0.5 | 0.2 | 0.2 | 0.5 | 1.5 | 2.4  |
| 15 | Sam Mack        | 22   | 40 | 0  | 6.7  | 1.2 | 3.0  | .398 | 0.1 | 0.6 | .136  | 1.1 | 1.5 | .776 | 0.5 | 0.8 | 1.2  | 0.4 | 0.4 | 0.1 | 0.6 | 1.1 | 3.6  |
| 16 | William Bedford | 29   | 16 | 0  | 4.1  | 0.6 | 1.7  | .333 | 0.1 | 0.1 | 1.000 | 0.4 | 0.8 | .500 | 0.1 | 0.6 | 0.6  | 0.0 | 0.0 | 0.1 | 0.1 | 0.9 | 1.6  |

### Playoffs
| Rk | Jugador         | Edad | P  | PT | MP   | TC  | TCI  | %TC  | T3  | T3I | %T3   | TL  | TLI  | %TL   | RO  | RD  | RT   | AS  | RB  | TAP | BP  | FP  | PTS  |
| -- | --------------- | ---- | -- | -- | ---- | --- | ---- | ---- | --- | --- | ----- | --- | ---- | ----- | --- | --- | ---- | --- | --- | --- | --- | --- | ---- |
| 1  | David Robinson  | 27   | 10 | 10 | 42.1 | 7.9 | 17.0 | .465 | 0.0 | 0.1 | .000  | 7.3 | 11.0 | .664  | 2.9 | 9.7 | 12.6 | 4.0 | 1.0 | 3.6 | 2.5 | 3.9 | 23.1 |
| 2  | Sean Elliott    | 24   | 10 | 10 | 38.1 | 5.9 | 12.5 | .472 | 0.3 | 1.4 | .214  | 3.7 | 4.0  | .925  | 0.8 | 4.0 | 4.8  | 3.6 | 0.8 | 0.3 | 2.2 | 2.2 | 15.8 |
| 3  | Avery Johnson   | 27   | 10 | 10 | 31.4 | 3.6 | 7.0  | .514 | 0.0 | 0.1 | .000  | 1.0 | 1.4  | .714  | 0.8 | 2.3 | 3.1  | 8.1 | 1.0 | 0.1 | 2.3 | 2.7 | 8.2  |
| 4  | Dale Ellis      | 32   | 10 | 10 | 30.5 | 5.1 | 11.3 | .451 | 1.0 | 3.2 | .313  | 1.3 | 1.6  | .813  | 0.9 | 2.6 | 3.5  | 1.1 | 0.4 | 0.0 | 1.0 | 2.5 | 12.5 |
| 5  | J.R. Reid       | 24   | 10 | 2  | 22.0 | 2.9 | 6.0  | .483 | 0.0 | 0.2 | .000  | 2.7 | 3.5  | .771  | 1.6 | 3.4 | 5.0  | 1.5 | 0.8 | 0.8 | 1.3 | 3.1 | 8.5  |
| 6  | Willie Anderson | 26   | 10 | 0  | 21.9 | 3.7 | 8.2  | .451 | 0.6 | 1.1 | .545  | 1.5 | 1.7  | .882  | 0.4 | 1.9 | 2.3  | 2.8 | 0.9 | 0.2 | 1.2 | 2.3 | 9.5  |
| 7  | Antoine Carr    | 31   | 8  | 8  | 21.4 | 4.9 | 9.3  | .527 | 0.0 | 0.0 |       | 0.8 | 1.3  | .600  | 1.6 | 3.1 | 4.8  | 1.1 | 0.4 | 1.1 | 0.9 | 3.5 | 10.5 |
| 8  | Vinny Del Negro | 26   | 8  | 0  | 14.0 | 2.1 | 4.8  | .447 | 0.3 | 1.1 | .222  | 0.5 | 0.5  | 1.000 | 0.8 | 1.6 | 2.4  | 3.0 | 0.1 | 0.1 | 0.4 | 1.6 | 5.0  |
| 9  | Terry Cummings  | 31   | 10 | 0  | 13.8 | 3.1 | 7.0  | .443 | 0.0 | 0.1 | .000  | 0.5 | 0.8  | .625  | 1.7 | 2.2 | 3.9  | 0.5 | 0.3 | 0.1 | 0.8 | 2.7 | 6.7  |
| 10 | Lloyd Daniels   | 25   | 8  | 0  | 9.3  | 1.4 | 3.8  | .367 | 0.1 | 0.9 | .143  | 0.6 | 0.8  | .833  | 1.1 | 0.8 | 1.9  | 0.3 | 0.4 | 0.0 | 0.6 | 1.0 | 3.5  |
| 11 | Larry Smith     | 35   | 6  | 0  | 8.3  | 0.3 | 0.5  | .667 | 0.0 | 0.0 |       | 0.5 | 0.7  | .750  | 1.3 | 1.3 | 2.7  | 0.2 | 0.7 | 0.3 | 0.2 | 2.7 | 1.2  |
| 12 | David Wood      | 28   | 5  | 0  | 4.0  | 0.4 | 0.8  | .500 | 0.2 | 0.2 | 1.000 | 0.0 | 0.0  |       | 0.2 | 0.4 | 0.6  | 0.2 | 0.0 | 0.0 | 0.0 | 1.4 | 1.0  |

## Galardones y récords
| Jugador        | Galardón                                                                      |
| David Robinson | 3.er Mejor quinteto de la NBA 2.º Mejor quinteto defensivo de la NBA All-Star |
| Sean Elliott   | All-Star                                                                      |